# Thành phố Thể thao Nhà vua Abdullah
Thành phố Thể thao Nhà vua Abdullah (tiếng Ả Rập: مدينة الملك عبدالله الرياضية), còn có biệt danh là Viên ngọc sáng (tiếng Ả Rập: الجوهرة المشعة; al-Jawharaa Al-Moshe'ah), hay đơn giản là Hòn ngọc (tiếng Ả Rập: الجوهرة; al-Jawhara), là một sân vận động đa năng và thành phố thể thao nằm cách Jeddah, Ả Rập Xê Út 30 km về phía bắc. Thành phố Thể thao được đặt theo tên của Abdullah, Quốc vương của Ả Rập Xê Út khi sân vận động được khánh thành.
Sân vận động chính (Sân vận động Quốc tế Nhà vua Abdullah) được sử dụng cho bóng đá, có sức chứa tối đa là 62.241 khán giả. Đây là sân vận động lớn nhất ở Jeddah và lớn thứ hai ở Ả Rập Xê Út, sau Sân vận động Nhà vua Fahd ở Riyadh. Ngoài ra, đây là sân vận động lớn thứ 10 trong thế giới Ả Rập. Đi cùng với sân vận động là các địa điểm thể thao nhỏ hơn bao quanh sân vận động chính. Sân cũng tổ chức các sự kiện điền kinh và thể thao trong nhà tại các nhà thi đấu trong nhà.
Nhà thầu xây dựng Saudi Aramco đã được thắng thầu và nhà thầu cho dự án này là một liên doanh giữa Công ty Hợp đồng Al-Muhaidib và Tập đoàn xây dựng BESIX của Bỉ.
Hợp đồng cung cấp các kế hoạch an toàn, an ninh, quản lý giao thông và dự phòng cho sân vận động đã được trao cho một công ty của Vương quốc Anh, Crowd Management UK Limited (http://www.crowd-management-ltd.com Lưu trữ ngày 26 tháng 11 năm 2020 tại Wayback Machine), đồng thời là trưởng ban quản lý giao thông và an ninh chuyên gia tư vấn cho The R&A tổ chức The Open Championship. Ngoài các kế hoạch bằng văn bản, Crowd Management UK đã tổ chức một khóa đào tạo cho các nhà điều hành sân vận động quan trọng tại cơ sở đào tạo Saudi Aramco ở Jeddah KSA.
Công ty cũng đưa ra đánh giá độc lập về hiệu suất của nhân viên địa phương và nhân viên an toàn sự kiện (do Sword Security cung cấp) trong sự kiện khai mạc tại sân vận động KASC. Điều này dẫn đến một số khuyến nghị về an toàn và an ninh đáng kể và việc bổ nhiệm một người quản lý sân vận động tận tâm.
Mặt cỏ của sân vận động là cỏ Paspalum, được cung cấp bởi Atlas Turf International.

## Bối cảnh và xây dựng
Ý tưởng về một sân vận động lớn mới ở thành phố Jeddah được đưa ra và cân nhắc vào cuối thập niên 90, và luôn được cổ động viên bóng đá Ả Rập Xê Út mong đợi. Năm 2012, công việc xây dựng sân vận động mới bắt đầu. Trước khi chính thức đi vào hoạt động vào năm 2014, sân vận động chính của Jeddah là Sân vận động Hoàng tử Abdullah Al Faisal, có sức chứa 24.000 người và là nơi tổ chức nhiều trận đấu và sự kiện lớn trong lịch sử bóng đá Ả Rập Xê Út trong suốt nhiều thập kỷ.
Sân được thiết kế và chuyển giao bởi các kiến trúc sư của Arup Associates và được chuyển giao bởi các kỹ sư của Arup.

## Lễ khánh thành
Thành phố Thể thao chính thức được khánh thành vào ngày 1 tháng 5 năm 2014, nơi tổ chức trận chung kết giải đấu Cúp Nhà vua 2014 giữa Al-Ahli SC của Jeddah và Al-Shabab của Riyadh. Al-Shabab đã giành chiến thắng 3–0 và giành chức vô địch Cúp Nhà vua lần thứ 3. Trận đấu có sự tham dự của Quốc vương khi đó là Abdullah, cùng với Thái tử Salman và Phó Thái tử Muqrin.
Đối với kế hoạch an ninh và an toàn cho lễ nhậm chức này được thiết kế và thực hiện bởi ông Sol N'Jie và ông David Storr đại diện cho Sword Security, có trụ sở tại Ireland. Ông Storr là nhân viên an toàn của sự kiện.
Hơn 62.241 người hâm mộ khác nhau đã lấp đầy sân vận động. Vé xem trận đấu được phát miễn phí, điều này khiến nhiều người dân phải tìm đến chợ đen, thậm chí có người còn mua và bán vé với giá lên tới 2.500 Riyal Ả Rập Xê Út. Nhiều cổ động viên đã có thể vào mà không có vé và không thể thống kê chính xác sức chứa.
Đã có rất nhiều người bị thương do đám đông gây rối, cũng như pháo sáng và các vật thể khác ném xuống mặt sân khi đội khách và các quan chức xuất hiện để kiểm tra bề mặt thi đấu. Những người hâm mộ bóng đá Ả Rập Xê Út đã lên tiếng bày tỏ sự bất bình về điều này, và nhiều người tin rằng sự kiện này không được tổ chức.
Sau trận đấu, một lễ hội truyền thống của Ả Rập Xê Út được tổ chức trên sân cỏ. Trong buổi lễ, cậu bé 10 tuổi Faisal Al-Ghamdi đã dâng lên Quốc vương một quả bóng pha lê. Sau đó cậu nhận được một món quà từ Quốc vương, đó là một cây bút sang trọng. Trong một cuộc phỏng vấn sau buổi lễ, Al-Ghamdi nói với tờ Okaz rằng "Đó là món quà quý giá nhất mà cháu nhận được trong suốt cuộc đời mình." Al-Ghamdi cho biết cậu rất vinh dự khi được chọn cho nhiệm vụ này và đến chào Quốc vương. "Đó là một trong những giấc mơ của cháu khi đứng trước Giám hộ của Hai Thánh đường Hồi giáo. Và với điều này, cháu đã đạt được mong muốn", cậu nói. Al-Ghamdi đã được chọn trong số 170 trẻ em để tham gia buổi lễ. Quốc vương Ả Rập Xê Út sau đó đã có bài phát biểu trước người dân của mình, chúc mừng họ và nói rằng họ "xứng đáng được nhiều hơn thế". Buổi lễ kéo dài một tiếng rưỡi và kết thúc bằng pháo hoa. Đây được coi là một trong những sự kiện liên quan đến thể thao vĩ đại nhất trong lịch sử của Ả Rập Xê Út. Nhạc cho buổi lễ do Max Herman sáng tác.

## Cơ sở vật chất
Bên ngoài sân vận động chính, khu liên hợp có ba sân bóng đá riêng biệt và bốn nhà thi đấu trong nhà nhỏ cũng được sử dụng cho bóng đá. Khu liên hợp cũng có sáu sân quần vợt, và một nhà thi đấu trong nhà lớn dành cho thể thao và các mục đích khác. Thành phố cũng có một nhà thờ Hồi giáo chính, và sáu nhà thờ Hồi giáo nhỏ hơn riêng biệt. Thành phố cũng được trang bị một trung tâm truyền thông toàn diện, trong đó các phòng rộng rãi được sử dụng để phát sóng các cuộc họp báo cho các cầu thủ, huấn luyện viên và cá nhân bóng đá.

## Vé và sức chứa chỗ ngồi
Sân vận động chính có sức chứa hơn 63.241 người. Ghế và khán đài được đánh số thứ tự và phân chia một cách chuyên nghiệp. Phần dưới của sân vận động (L) gồm 38 khối với sức chứa 631 chỗ ngồi mỗi khối với tổng số 24.000 chỗ ngồi. Phần giữa (M) gồm 48 khối có sức chứa 500 chỗ mỗi khối với tổng số 24.000 chỗ ngồi. Khu trên và khu nhỏ nhất (U) có 48 khối với sức chứa 291 chỗ mỗi khối với tổng số 14.000 chỗ ngồi. Sân vận động cũng có hàng trăm chỗ ngồi riêng và chỗ đậu xe hơi dành riêng cho những người có nhu cầu đặc biệt. Số người xem tối đa được chứng kiến thuộc về trận đấu giữa đội tuyển bóng đá quốc gia Brasil và đội tuyển bóng đá quốc gia Argentina với 62.345 khán giả. Giá vé cho các sự kiện và trận đấu khác nhau bao gồm 30–45 Riyal Ả Rập Xê Út đối với chỗ ngồi bình thường và 300–1.500 Riyal Ả Rập Xê Út đối với ghế VIP. Hệ thống bán vé đã phát triển và được tổ chức tốt. Vào tháng 9 năm 2014, một trang web bán vé trực tuyến có tên MAKANI (tiếng Ả Rập: مكاني; địa điểm của tôi) đã được ra mắt. Nó cho phép người dân đặt chỗ ngồi, thanh toán và in vé chính thức của họ cho các trận đấu và các sự kiện khác. Nó đã nhận được nhiều lời khen ngợi vì hiệu quả và dễ sử dụng.

## Kỷ lục
Kể từ ngày 2 tháng 4 năm 2017:
- Trận đấu đầu tiên được tổ chức tại sân vận động là giữa Al-Ahli và Al-Shabab trong trận chung kết Cúp Nhà vua 2014 vào ngày 1 tháng 5 năm 2014.
- Trận thắng đầu tiên và giành chức vô địch tại sân vận động là cho Al-Shabab vào ngày 1 tháng 5 năm 2014.
- Lượng khán giả cao nhất là 62.241 người hâm mộ trong trận đấu khánh thành giữa Al-Ahli và Al-Shabab vào ngày 1 tháng 5 năm 2014.
- Số lượng khán giả cao nhất tại Giải bóng đá vô địch quốc gia Ả Rập Xê Út là 60.134 cổ động viên trong trận đấu giữa Al-Ittihad của Jeddah và Al-Hilal của Riyadh vào ngày 1 tháng 12 năm 2014. Trận đấu kết thúc với tỷ số 0–0.
- Trận derby địa phương đầu tiên là giữa Al-Ahli và Al-Ittihad vào ngày 19 tháng 12 năm 2014, tại Giải bóng đá vô địch quốc gia Ả Rập Xê Út. Trận đấu kết thúc với tỷ số 1–1, với hơn 59.026 cổ động viên dự khán.
- Al-Ahli có nhiều trận thắng nhất trên sân vận động với 52 trận thắng.
- Al-Ittihad là đội có nhiều trận thua nhất trên sân với 19 trận thua.
- Al-Ahli và Al-Ittihad có nhiều trận hòa nhất trên sân với 15 trận hòa.
- Fernando Menegazzo ghi bàn thắng đầu tiên tại sân vận động, từ một quả phạt đền vào ngày 1 tháng 5 năm 2014.
- Bàn thắng đầu tiên được ghi từ trận đấu khai mạc là của Muhannad Assiri của Al-Shabab, vào ngày 1 tháng 5 năm 2014.
- Cú hat-trick đầu tiên ghi được tại sân vận động là của Omar Al Soma, trong trận đấu với Hajer vào ngày 16 tháng 8 năm 2014.
- Thẻ đỏ đầu tiên dành cho hậu vệ Ageel Balghaith của Al-Ahli vào ngày 1 tháng 5 năm 2014.
- Ả Rập Xê Út đánh bại Đông Timor với tỷ số 7–0, vào ngày 3 tháng 9 năm 2015, trở thành chiến thắng đậm nhất của đội nhà.
- Thất bại nặng nề nhất mà đội chủ nhà phải nhận là vào ngày 8 tháng 5 năm 2016, khi Al-Ittihad để thua 5–0 trước Al-Nassr.
- Trận đấu có số bàn thắng cao nhất là vào ngày 4 tháng 2 năm 2016, giữa Al-Ittihad và Al-Raed, kết thúc với tỷ số 6–2, với 8 bàn thắng được ghi. Kỷ lục được cân bằng vào ngày 30 tháng 9 năm 2017, khi Al-Ahli đối đầu với Al-Raed, kết thúc với tỷ số 5–3, với 8 bàn thắng được ghi.
- Kỷ lục khán giả của sân hiện là 62.345 người, được thiết lập trong trận đấu giữa Argentina và Brasil.

## Các sự kiện khác

### WWE
Sân vận động đã tổ chức sự kiện Greatest Royal Rumble của WWE vào ngày 27 tháng 4 năm 2018. Sự kiện có trận đấu Royal Rumble 50 người đầu tiên, với Braun Strowman được tuyên bố là người chiến thắng và Nhà vô địch Royal Rumble vĩ đại nhất sau khi loại bỏ Big Cass lần cuối.
Sự kiện này là một phần của quan hệ đối tác đa nền tảng chiến lược kéo dài 10 năm giữa WWE và Tổng cục Thể thao Ả Rập Xê Út nhằm hỗ trợ Tầm nhìn 2030 của Ả Rập Xê Út, chương trình cải cách kinh tế và xã hội của Ả Rập Xê Út.
WWE quay trở lại Jeddah vào ngày 7 tháng 6 năm 2019 với Super ShowDown, có trận Battle Royal 50 người đầu tiên. The Undertaker và Goldberg đã đấu với nhau trong sự kiện chính.

### Quyền Anh
Vào ngày 8 tháng 10 năm 2017, một thỏa thuận đã được thỏa thuận để tổ hợp tổ chức trận chung kết của World Boxing Super Series: bộ môn cruiser hạng nặng vào tháng 5 năm 2018.
“Thỏa thuận này là một phần trong cam kết rộng lớn hơn của chúng tôi và nỗ lực phát triển môn thể thao quyền anh ở Ả Rập Xê Út. Việc có trận chung kết đầu tiên của một giải đấu mang tính đột phá và đẳng cấp như vậy diễn ra tại Ả Rập Xê Út là một cột mốc quan trọng đối với chúng tôi và sẽ là một trong nhiều sự kiện thể thao lớn sẽ diễn ra ở Vương quốc vào năm tới.”— Turki Al-Alsheikh, chủ tịch Tổng cục Thể thao

“Đây là một tin tuyệt vời, không chỉ cho World Boxing Super Series mà cho quyền anh và cho môn thể thao ở Ả Rập Xê Út. Chúng tôi đã nhận thấy sự quan tâm ngày càng lớn và ngày càng tăng đối với World Boxing Super Series từ những người hâm mộ, đài truyền hình, đối tác thương mại và chủ địa điểm từ các thị trường quyền anh lớn trên thế giới.”— Roberto Dalmiglio, CEO của Comosa

Vào tháng 2 năm 2018, trận chung kết được ấn định là Oleksandr Usyk vs. Murat Gassiev. Ngày 11 tháng 5 là ngày được ấn định cho trận chung kết, tuy nhiên vào tháng 4, Usyk bị chấn thương nhẹ ở khuỷu tay trái và cuối cùng trận chung kết được dời lại để diễn ra vào ngày 21 tháng 7 tại Moskva, Nga. Usyk đã giành chiến thắng trong trận đấu nhờ một quyết định thống nhất.
Vào ngày 5 tháng 7, có tin đồn rằng trận chung kết hạng siêu trung WBSS giữa George Groves và Callum Smith, một trận đấu toàn Anh, sẽ không diễn ra ở Anh và có khả năng diễn ra ở Jeddah. Cả hai võ sĩ đều đưa ra ý kiến của họ rằng không lý tưởng khi trận chung kết diễn ra Jeddah vì nó sẽ lớn hơn nhiều ở Anh, tuy nhiên không có bất kỳ lời phàn nàn nào từ hai bên. Có nhiều thất vọng hơn khi trận đấu bị hoãn lại. Trận chung kết được thông báo sẽ diễn ra vào ngày 28 tháng 9 tại một đấu trường có sức chứa 10.000 người tại khu liên hợp.